# Богданово (Миякинский район)
Богданово (баш. Боғҙан) — село в Миякинском районе Башкортостана, административный центр Богдановского сельсовета.

## Географическое положение
Расстояние до:
- районного центра (Киргиз-Мияки): 23 км,
- ближайшей ж/д станции (Аксёново): 40 км.

## Население
| 2002 | 2009 | 2010 |
| ---- | ---- | ---- |
| 605  | ↘600 | ↘474 |

Национальный состав
Согласно переписи 2002 года, преобладающая национальность — башкиры (91 %).

## Религия
В селе есть мечеть.

## Известные уроженцы
- Зиязетдинов, Рим Саляхович (1953—2018) — театральный актёр, Народный артист Республики Башкортостан (2004)[5].
- Мифтахов, Мансур Сагарьярович (род. 23 июля 1947) — химик, доктор химических наук (1988), профессор (1991), член-корреспондент АН РБ, лауреат Государственной премии РФ (1992)[6][7].